# Maria Höhn

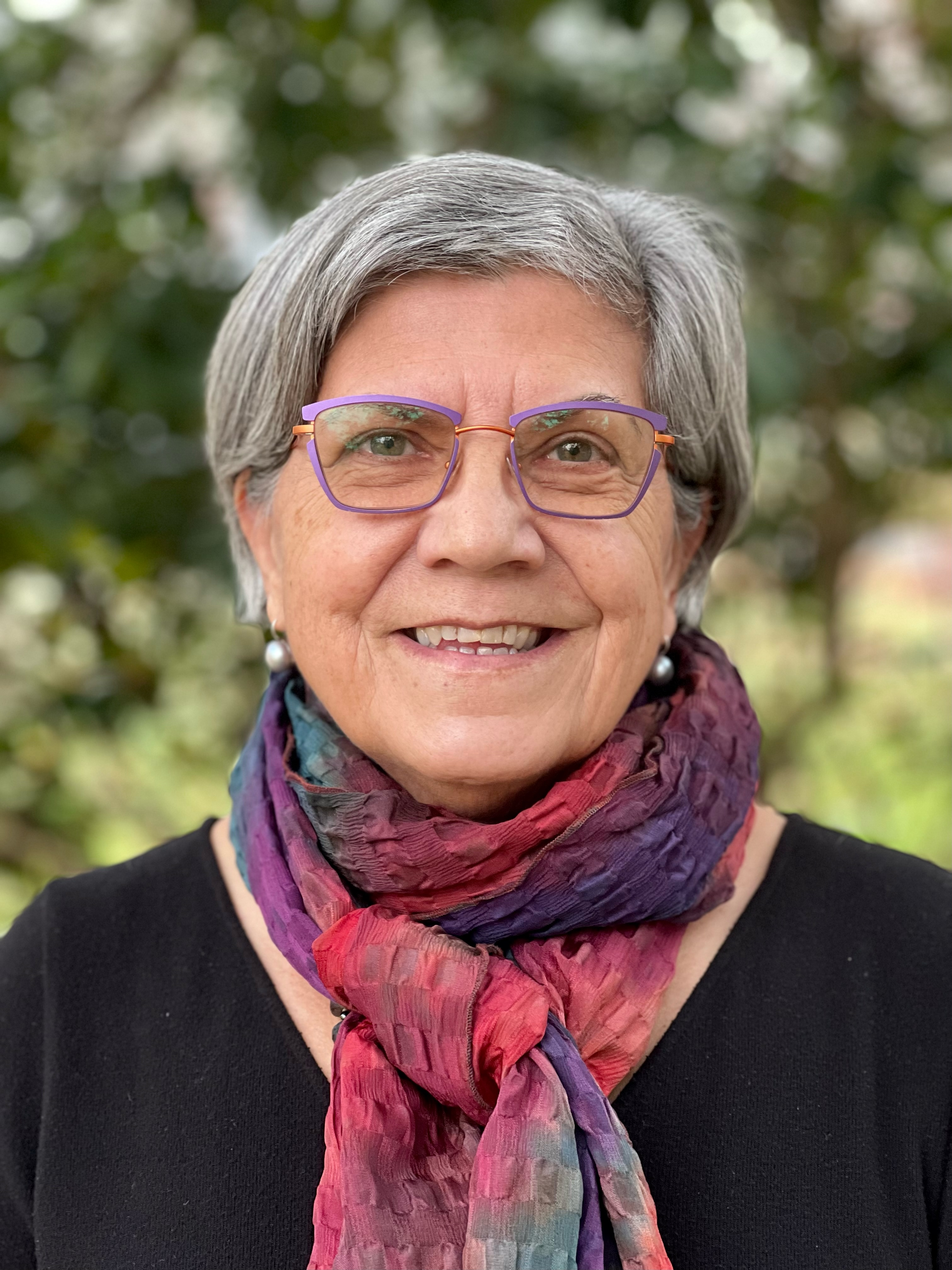
Maria Höhn (2021)

Maria Höhn, auch Maria Hoehn oder Maria Hohn, (* 1955 in Hoppstädten-Weiersbach) ist eine deutsche Historikerin. Sie lehrt am US-amerikanischen Vassar College in Poughkeepsie.

## Werdegang
Die Eltern von Maria Höhn führten eine Gaststätte mit Hotel im Landkreis Birkenfeld; der Vater hatte im Zweiten Weltkrieg gedient. Im nahegelegenen Baumholder entstand ab 1951 eine der großen US-Garnisonen in Deutschland. Höhn wuchs gemeinsam mit den Kindern von US-amerikanischen Soldaten auf, und es gab regelmäßige Kontakte zu amerikanischen Familien. Nach Abschluss der Schule machte Höhn zunächst eine Ausbildung zur Industriekauffrau. 1983 ging sie in die USA und nahm dort ein Studium der Geschichte auf. Sie war inzwischen 32 Jahre alt und alleinerziehende Mutter; ihr Studium finanzierte sie unter anderem mit einer Tätigkeit als Reinigungskraft. 1991 machte sie ihren Bachelor an der Millersville University of Pennsylvania und promovierte anschließend an der University of Pennsylvania. Seit 1996 lehrt sie am Vassar College Geschichte und hat dort den Marion Musser Lloyd '32 Chair inne.

## Forschungsschwerpunkte, Publikationen und Aktivitäten
In ihren Studien beschäftigt sich Höhn mit zeitgenössischer deutscher Geschichte und europäischer Kultur- und Frauengeschichte, insbesondere mit Themen wie der Amerikanisierung, der deutschen Geschlechterpolitik nach dem Krieg sowie dem deutschen Rassismus und Antisemitismus der Nachkriegsjahre. Bei den Recherchen zu ihrer Doktorarbeit 1993/94 fand Höhn das Thema, dem sie sich fortan besonders widmete: das Leben US-amerikanischer Soldaten im Nachkriegsdeutschland, insbesondere die Auswirkungen ihrer Stationierung in der Pfalz sowie mit der Situation afroamerikanischer Soldaten und ihrer Diskriminierung in der U.S. Army.
GIs and Fräuleins : the German-American encounter in 1950s West Germany war das erste Buch, das sich mit den Erfahrungen afroamerikanischer Soldaten in Deutschland befasste. Das Buch wurde ins Deutsche übersetzt, eine chinesische Ausgabe ist in Vorbereitung (Stand 2021). Sie ist Mitautorin und Mitherausgeberin (zusammen mit Seungsoon Moon) von Over there : living with the U.S. military empire from World War Two to the present (Leben mit dem US-Militärimperium vom Zweiten Weltkrieg bis zur Gegenwart), das die Auswirkungen der US-Militärbasen auf die Beziehungen zwischen den Geschlechtern und Rassen in Westdeutschland, Südkorea und Japan untersuchte. Eine koreanische Übersetzung dieses Buches wurde 2017 veröffentlicht. Sie ist zudem Mitautorin (mit Martin Klimke) von A breath of freedom : the civil rights struggle, African American GIs, and Germany, das 2016 auf Deutsch unter dem Titel Ein Hauch von Freiheit? Afroamerikanische Soldaten, die US-Bürgerrechtsbewegung und Deutschland publiziert wurde.
Höhn ist Mitbegründerin und Co-Direktorin von The Civil Rights Struggle, African American GIs, and Germany, einem digitalen Archiv und einer Sammlung mündlicher Zeitzeugenberichte. Eine Fotoausstellung, die auf diesem Forschungsprojekt basiert, wurde an Universitäten und Museen in den Vereinigten Staaten, Deutschland und Großbritannien gezeigt. In Vassar baute sie das militärisch-zivile Austauschprogramm zwischen dem Vassar College und der United States Military Academy in West Point auf, das sie von 2011 bis 2014 leitete, und engagierte sich in zahlreichen weiteren Organisationen und Initiativen. Die Mellon Foundation gewährte Maria Höhn und dem Vassar College einen Zuschuss von 2,5 Millionen Dollar für die Entwicklung von Studien zum Thema Zwangsmigration.
Höhn fungierte als Beraterin und Co-Kommentatorin für eine Reihe von Fernsehdokumentationen. So beriet sie die Filmemacherin Maia Wechsler bei deren Dokumentarfilm Melvin and Jean: An American Story, der im französischen öffentlich-rechtlichen Fernsehen ausgestrahlt wurde. Mit Annette Baumeister arbeitete sie an der Doku Der Vietnamkrieg und die Deutschen, der 2013 bei ZDF-History gezeigt wurde. Auch fungierte sie als Beraterin für eine Dokumentation über afroamerikanische Soldaten in der Army sowie für die ARD-Miniserie Ein Hauch von Amerika.
Seit 2015 engagiert sich Maria Höhn in der Vassar Refugee Solidarity für Flüchtlinge.

## Auszeichnungen
Im Jahr 2009 wurde Maria Höhn gemeinsam mit Martin Klimke mit dem Julius E. Williams Distinguished Community Service Award der afroamerikanischen Bürgerrechtsorganisation National Association for the Advancement of Colored People (NAACP) ausgezeichnet. 2010 zeichneten der Deutsche Akademische Austauschdienst und die German Studies Association ihren Aufsatz The Black Panther Solidarity Committees and the „Voice of the Lumpen“ mit dem Preis für den besten Artikel aus. 2017 wurde die koreanische Ausgabe von Over There von der südkoreanischen Akademie der Künste und Wissenschaften zu einem der herausragenden wissenschaftlichen Bücher des Jahres 2017 gewählt.

## Publikationen (Auswahl)
- GIs and Fräuleins. The German-American encounter in 1950s West Germany. University of Carolina, Chapel Hill 2002, ISBN 978-0-8078-6032-8.
  - Deutsche Übersetzung: Amis, Cadillacs und „Negerliebchen“. GIs im Nachkriegsdeutschland. vbb, Berlin 2008, ISBN 978-3-86650-264-2.
- Mit Martin Klimke: A breath of freedom. The civil rights struggle, African American GIs, and Germany. Palgrave Macmillan, New York 2010, ISBN 978-0-230-10472-3 (englisch).
  - Deutsche Übersetzung: Mit Martin Klimke: Ein Hauch von Freiheit? Afroamerikanische Soldaten, die US-Bürgerrechtsbewegung und Deutschland. transcript, Bielefeld 2016, ISBN 978-3-8376-3492-1.
- Mit Seungsook Moon: Over There. Living with the U.S. Military Empire from World War Two to the Present. Durham Duke University Press, 2020, ISBN 978-0-8223-9328-3 (englisch).